# Liuixalus calcarius
Liuixalus calcarius es una especie de anfibio anuro de la familia Rhacophoridae.

## Distribución geográfica yhábitat
Es endémica de la isla Cat Ba (Vietnam).